# Året med kungafamiljen
Året med kungafamiljen är ett årligen återkommande TV-program i Sveriges Television som porträtterar den svenska kungafamiljen och vad kungahuset har gjort för Sverige under det senaste året, vilka representationsuppdrag de genomfört osv. Programmet porträtterar även kungen och hans liv under ett år, både som statschef och som familjefader och make. Sveriges Television har ett särskilt avtal med hovet om programmet.
Programmet har sänts inför nyår sedan 1977. Under programmet brukar programledaren intervjua kungafamiljen i ett av de kungliga slotten, vilket varvas med klipp, reportage om kungafamiljens representations- och statsbesök, ambassadbesök, statsmottagningar och konseljer. Året med kungafamiljen är ett mycket populärt program som har omkring tre miljoner tittare varje år. Programledare för programmet genom åren har bland annat varit Lars Orup, Agneta Bolme Börjefors, Bengt Feldreich, Linda Nyberg, Ingela Agardh, Sven Lindberg, Sara Bull med flera.
Våren 2010 gav Sveriges Television ut DVD-samlingen "Åren med kungafamiljen 1976-2009" som innehåller klipp från kung Carl XVI Gustafs bröllop med Silvia Sommerlath den 19 juni 1976, och därefter alla porträttserier som har sänts sedan 1977.